# Рерберг, Фёдор Петрович
Фёдор Петрович Рерберг (9 октября 1868, Тифлис — 14 сентября 1928, Александрия) — русский военный деятель, генерал-майор (1912).

## Биография
Православный. Сын Петра Рерберга и Натальи Николаевны, урождённой Герсевановой, сестры Михаила Герсеванова.
Образование получил в Тифлисском кадетском корпусе. Обладал незаурядными литературными и художественными способностями.
C 1920 года находился в эмиграции в Египте.
Похоронен на греческом православном кладбище Шетби в Александрии.

### Послужной список
- В службу вступил 1 октября 1885 года.
- Окончил Пажеский корпус (1887), выпущен подпоручиком (07.08.1887) в лейб-гвардии Семёновский полк.
- Поручик (07.08.1891).
- Окончил Николаевскую академию генштаба (1893; по 1-му разряду).
- Штабс-капитан гвардии с переименованием в капитаны Генерального штаба (20.05.1893; за отличие). Состоял при Киевском Военном Округе — старший адъютант штаба 32-й пехотной дивизии (03.12.1893 — 10.02.1896). Цензовое командование ротой отбывал в 126-м пехотном Рыльском полку (06.10.1895 — 06.10.1896).
- Помощник старшего адъютанта штаба Киевского военного округа (10.02.1896 — 01.02.1899).
- Заведующий передвижениями войск по железнодорожным и водным путям Харьковского района (11.02.1899 — 04.11.1902).
- Подполковник (18.04.1899; за отличие). Цензовое командование батальоном отбывал в 52-м пехотном Виленском полку (01.05.1901 — 15.09.1901).
- Начальник штаба Либавской крепости (04.11.1902 — 23.10.1904).
- Полковник (06.04.1903; за отличие).
- Участник русско-японской войны 1904—1905. Начальник канцелярии штаба 2-й Манчжурской армии (23.10.1904 —03.10.1906).
- Член военно-исторической комиссии при ГУГШ по описанию русско-японской войны (03.10.1906 — 21.10.1909).
- Командир 3-го гренадерского Перновского полка (21.10.1909 — 10.07.1912)[4].
- Генерал-майор (10.07.1912; за отличие).
- В 10.07.1912 — 30.06.1915 занимал пост начальника штаба 10-го армейского корпуса. Участвовал в походе в Галицию в августе 1914 года, сражениях на реках Золотая и Гнилая Липа. После крайне неудачных для корпуса боев весны 1915 года Рерберг был снят с должности.
- Начальник штаба Севастопольской крепости (с 12.07.1915).
- На 10.07.1916 — в том же чине и должности.
- Состоял в резерве чинов при штабе Одесского военного округа (с 05.10.1917).
- В 1918 году служил в войсках Крымского краевого правительства. С 01.11.1918 — начальник Севастопольской крепостной ликвидационной комиссии.
- Участник Белого движения в составе ВСЮР. Весной 1919 — начальник штаба Севастопольской крепости. Эвакуирован 21 февраля 1920 года из Новороссийска в Александрию (Египет). В эмиграции написал значительные по объёму и разноплановости «Записки», до настоящего времени издававшиеся лишь во фрагментах. В своих воспоминаниях, в отличие от многих современников, Рерберг резко отрицательно оценивает роль А. В Колчака в первые месяцы революции, прямо обвиняя его на основе многочисленных фактов в стремительном развале дисциплины на Черноморском флоте весной и летом 1917 года.[5]

### Семья
- Сестра — Рерберг Варвара, жила в Александрии, Египет. Преподавала иностранные языки в александрийских колледжах.
- Жена — Рерберг Любовь Степановна (урождённая Волкова) (1871, Таганрог — 1950, Александрия).

## Награды
- Награждён орденами Святого Станислава 3-й степени (1895); Святой Анны 3-й степени (1898); Святого Станислава 2-й степени (1902); Святого Владимира 4-й степени с мечами и бантом (1906); Святого Владимира 3-й степени (1906); Святой Анны 2-й степени (1906).

## Сочинения
- Рерберг Ф. П. Исторические тайны великих побед и необъяснимых поражений. — Александрия, 1925.[6]
- Рерберг Ф. П. Всё в прошлом: Воспоминания. 1868–1910. — М.: Кучково поле, 2018. — 352 с. — ISBN 978-5-9950-0774-6.
- Рерберг Ф. П. Воспоминания о командовании 3-м гренадерским Перновским короля Фридриха Вильгельма IV полком. 1909–1912 / предисл. К. А. Залесского, подг. текста и коммент. К. А. Залесского, В. Е. Климанова. — М.: Кучково поле Музеон, 2019. — 368 с. — (Живая история).
- Рерберг Ф. П. Вице-адмирал Колчак на Черноморском флоте. // Военно-исторический журнал. — 2008. — № 10. — С.66-69.; № 11. — С.52-58.; № 12. — С.59-65.